# 48 Virginis
48 Virginis är en pulserande variabel av Delta Scuti-typ (DSCT:) i Jungfruns stjärnbild.
Stjärnan har visuell magnitud +6,59 och varierar utan någon fastställd amplitud eller periodicitet.